# Liste des hauts-commissaires de France et délégués généraux de la France libre au Levant
Pour un article plus général, voir Ambassade de France au Liban.
Après la Première Guerre mondiale, la France reçut de la Société des Nations un mandat sur le Levant qui dura de 1920 à 1946. Le représentant de la France était le haut-commissaire de France au Levant, appelé délégué général de la France libre au Levant à partir de la nomination de Georges Catroux en 1941, vivant à la résidence des Pins à Beyrouth (l'actuelle résidence de l'ambassadeur de France au Liban).

## Hauts-commissaires de France au Levant (1919-1941)
| De               | A                | Haut-commissaire                    |
| ---------------- | ---------------- | ----------------------------------- |
| 9 octobre 1919   | 23 novembre 1922 | Général Henri Gouraud               |
| 23 novembre 1922 | 19 avril 1923    | Robert de Caix (par intérim)        |
| 19 avril 1923    | 29 novembre 1924 | Général Maxime Weygand              |
| 1924             | 5 novembre 1925  | Général Maurice Sarrail             |
| 5 novembre 1925  | 2 décembre 1925  | Général Pierre Duport (par intérim) |
| 2 décembre 1925  | 1926             | Henry de Jouvenel                   |
| 1926             | 1933             | Henri Ponsot                        |
| 1933             | 1939             | Damien de Martel                    |
| 1939             | 1940             | Gabriel Puaux                       |
| 1940             | 1940             | Jean Chiappe                        |
| 1940             | 1941             | Général Henri Dentz                 |

## Délégués généraux de la France libre au Levant (1941-1945)
| De           | A    | Délégué général         |
| ------------ | ---- | ----------------------- |
| 24 juin 1941 | 1943 | Général Georges Catroux |
| 1943         | 1943 | Jean Helleu             |
| 1943         | 1944 | Yves Chataigneau        |
| 1944         | 1946 | Général Paul Beynet     |